# Dexerra acanthiterga
Dexerra acanthiterga är en insektsart som beskrevs av Rentz, D.C.F. 1985. Dexerra acanthiterga ingår i släktet Dexerra och familjen vårtbitare. Inga underarter finns listade i Catalogue of Life.